# Morgan Motor Company
Morgan Motor Company — небольшая английская фирма по производству лимитированных спортивных автомобилей класса люкс. Основана в 1909 году. Основатель — Генри Фредерик Стенли Морган. Завод Morgan Motor Company находится в городе Малверн (англ.) в центральной Англии. Все автомобили Morgan имеют классический или стилизованный под классический дизайн спорткаров 1930-х и 1940-х годов и собираются вручную.
Основным материалом для сборки всех моделей Morgan являются такие сорта деревьев как ясень, дуб, осина, клён, и высокопрочная сталь а также авиационный алюминий. В отделке интерьера используются дорогие Виндзорская коровья кожа и сатинированный алюминий, по желанию заказчика на автомобиль ставят вставки из ценных сортов дерева и золота.

## История
Первый двухместный трёхколёсный автомобиль получил название Morgan Runabout и имел двигатель Peugeot мощностью 7 лошадиных сил. В 1915 году Морганом специально для своей семьи была сконструирована 4-местная версия Morgan Runabout. Для своего времени Morgan Runabout считался спортивным автомобилем. В 1936 году был сконструирован первый четырёхколёсный автомобиль Morgan 4/4.

## Модельный ряд
- Morgan 3 Wheeler — трицикл. Точная копия модели, выпускавшейся до 1953 года. Выпускается с 2011 года.
- Morgan 4/4 (и её модификации) — классический двухместный родстер.
- Morgan Plus 8 — преемник Morgan 4/4.
- Morgan Four Seater — четырёхместный классический родстер.
- Morgan Aero Supersports — спортивный автомобиль в классическом стиле на базе модели Aero 8.
- Morgan Eva GT — спортивный автомобиль в классическом стиле. Производство с 2012 года.